# OK-650

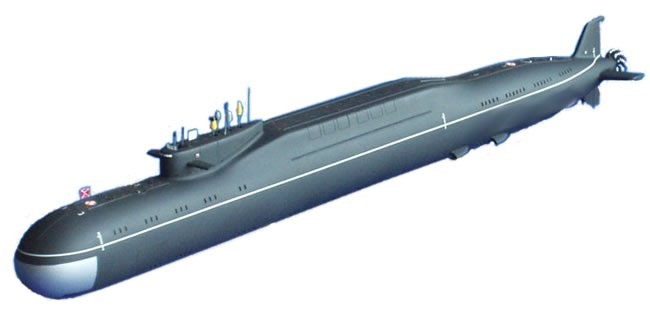
la classe Borei

Il Typhoon

Il reattore OK-650 è un reattore nucleare ad acqua pressurizzata usato per dare energia ai sottomarini della Marina Sovietica Progetto 681 (Mike), Progetto 971 (Akula) e Progetto 945 (Sierra). È costruito dalla OKMB Afrikantov.
Su alcuni sottomarini sono stati usati in coppia, come sul Progetto 941 (Typhoon) e sul Progetto 949 (Oscar).
Questi reattori vengono alimentati con elementi di combustibile contenenti  uranio altamente arricchito (in particolare, con arricchimento dal 20% al 45%) e sviluppano una potenza nominale di circa 190 MW. Sviluppati negli anni settanta, questi reattori sono forniti di sottosistemi di monitoraggio, concepiti per la rapida rilevazione di perdite, e di un sistema di emergenza per il raffreddamento per il nocciolo. Questo reattore è usato anche sulla nuova Classe Borei (Progetto 955). È costruito dalla OKMB Afrikantov.
 arricchito